# Virginie Hériot
Virginie Claire Désirée Marie Hériot (Le Vésinet, 26 de julho de 1890 — Arcachon, 28 de agosto de 1932) foi um velejadora francesa, campeã olímpica. Ela competiu nos Jogos Olímpicos de Verão de 1932 na classe 8 Metre e conquistou a medalha de ouro na disputa a bordo do l'Aile VI com Donatien Bouché, André Derrien, André Lesauvage, Jean Lesieur e Carl de la Sablière.

## Biografia
Filha do proprietário do Grands Magasins du Louvre, Olympe Hériot, e Cyprienne Dubernet, Hériot fez um cruzeiro pela primeira vez em 1904 a bordo do iate Katoomba de sua mãe (rebatizado de El Salvador em 1904), com seu irmão Auguste e sete amigos da família. Sua turnê pelo Mediterrâneo de abril a junho daquele ano teria um impacto profundo em sua vida. Em 2 de maio de 1910, no Château de La Boissière (Yvelines), casou-se com o visconde François Marie Haincque de Saint Senoch, também apaixonado pelo mar.
Após suas vitórias na vela, Hériot foi premiada com o título de Cavaleiro da Ordem Nacional da Legião de Honra. Alfonso XIII da Espanha fez visitas com sua família em sua escuna Ailée II e concedeu-lhe o Mérito Naval Espanhol em 1930. O poeta Rabindranath Tagore a chamou de Madame de la Mer. Hériot promoveu o iatismo francês e a engenharia naval francesa em todo o mundo. Segundo Georges Leygues, ela havia se tornado uma verdadeira "embaixadora da marinha francesa". Ela também se dedicou a obras filantrópicas, apoiou clubes como o Yacht Club de France, presidido por Jean-Baptiste Charcot na época, e ofereceu designs únicos de Brest aos alunos da École Navale. Ela publicou poemas, bem como um "atlas Harbour" com seus próprios desenhos.
No início de 1932, ela ficou gravemente ferida em uma tempestade entre Veneza e a Grécia, mas se recusou a se retirar da competição. No final de agosto, durante as regatas de Arcachon, ela perdeu a consciência a bordo do Aile VII, mas partiu mesmo assim. Atingida por uma síncope ao cruzar a linha de chegada, ela morreu em 28 de agosto de 1932, a bordo do Ailée II. Seu funeral foi realizado em 2 de setembro em Paris, na Basílica de Santa Clotilde. Sua mãe, incapaz de ordenar que o corpo de Virginie fosse expulso das costas bretãs de acordo com seus últimos desejos, enterrou-a no jazigo da família em La Boissière-École. Em 1948, seu filho honrou os desejos de Virginie e seu corpo foi finalmente lançado ao mar.

## Prêmios
- 1924: Aile III - Coupe d'or de SM Alphonse XIII (Saint-Sébastien, Espanha)
- 1925: Aile IV - Coupe Rylard (Gènes), Coupe de la Méditerranée (Itália), Coupe Cumberland (Ryde, Angleterre), Championne de France
- 1925: Aile V - Coupe de Copenhague (Dinamarca), Coupe Porte (Elseneur, Dinamarca), Coupe des Étrangers (Finlândia)
- 1927: Petite Aile II - Coupe du Cercle de la voile de Paris, dite « One Ton Cup » (Ryde, Inglaterra)
- 1928: Aile VI - Championne du Monde, Coupe d'Italie (Países Baixos), Coupe Rylard (Gènes)
- 1928: Petite Aile II - Prix d'Honneur (Deauville), Coupe Clerc-Rampal, Prix d'Honneur (Le Havre), Meilleur Classement, Bilbao, Coupe de SM La reine d'Espagne (Saint-Sébastien, Espanha)
- 1929: Aile VI - Coupe de France (Ryde, Inglaterra), Coupe d'or de SM Alphonse XIII (Saint-Sébastien, Espanha)
- 1930: Aile VI - Coupe Macomber, Coupe Thalassa